# Simen Agdestein
Simen Agdestein (Asker, 15 maggio 1967) è uno scacchista ed ex calciatore norvegese.
Divenuto grande maestro internazionale molto precocemente, è noto soprattutto per essere stato allenatore del campione del mondo di scacchi Magnus Carlsen.

## Carriera scacchistica
Ottenne il titolo di maestro internazionale nel 1983 e quello di grande maestro nel 1985, all'età di 18 anni. Nel 1986 si classificò secondo al campionato del mondo juniores (under-20) di Gausdal, dietro al cubano Walter Arencibia ma davanti a campioni come Evgenij Bareev, Viswanathan Anand e Jeroen Piket.
Partecipò con la nazionale norvegese a nove olimpiadi degli scacchi dal 1982 al 2008, il più delle volte in prima scacchiera, vincendo la medaglia d'oro individuale in 4ª scacchiera alle olimpiadi di Lucerna 1982. Tra i successi di torneo si annoverano il 1º posto nel fortissimo open di Cappelle la Grande del 1999 (a pari punti con Michail Gurevič e Pavel Tregubov, ma prevalendo per il Buchholz), davanti ad oltre 80 GM e nel torneo di Port Erin nell'Isola di Man del 2003.
Ha svolto per molti anni l'attività di istruttore scacchistico e calcistico in un'accademia sportiva norvegese ed è inoltre arbitro di scacchi nazionale. È stato allenatore di molti giovani talenti, tra i quali Magnus Carlsen e Jon Ludvig Hammer.

### Campionati norvegesi
Nel 1982 vinse, all'età di soli 15 anni, il campionato norvegese a Lillehammer, per poi ripetere il successo altre otto volte (1986, 1988, 1989, 2000, 2002, 2005, 2022 e 2023). Detiene pertanto il record di vittorie di tale competizione.
Celebre fu la rivalità che egli ebbe durante le tre edizioni della competizione dal 2004 al 2006 con il suo allievo più noto, l’allora grande maestro prodigio e futuro campione del mondo Magnus Carlsen.
Nell'edizione del 2004 Simen Agdestein si classificò terzo con 6/9, vincendo tuttavia lo scontro diretto con il giovane allievo, il quale con 7/9 si classificò primo a pari merito con Berge Østenstad. Quest'ultimo si laureò infine campione grazie a due patte nello spareggio, sufficienti in quanto egli era in possesso di un miglior tie-break iniziale (5 vittorie, 4 pareggi e nessuna sconfitta).
Nel 2005 con 7/9 egli arrivò primo a pari merito con Carlsen e vinse contro di lui agli spareggi: dopo due patte, in questa edizione era stato abolito il criterio del miglior tie-break per decidere il vincitore. Agdestein vinse quindi 3½ a 2½ il successivo spareggio a gioco rapido.
Nel 2006 Agdestein e Carlsen conclusero ancora una volta l'evento entrambi con 7/9 e primi a pari merito, pertanto furono nuovamente disputati i previsti spareggi. Con il risultato di 1-1 nelle due partite a cadenza classica, furono giocate quelle rapid, che videro prevalere il giovane allievo sul proprio allenatore per 2–0. Questo successo rese Carlsen, che allora aveva anch'egli 15 anni, il secondo giocatore più giovane a vincere tale evento, alle spalle proprio di Agdestein.
Nel 2006 i due inoltre scrissero insieme la biografia "Magnus Carlsen: grande maestro a 13 anni - La storia e le partite”.

### Rating
Nella lista FIDE di aprile 2009, poco dopo il suo ritiro dalla nazionale norvegese, aveva un Elo di 2572 punti. Ad inizio carriera raggiunse il suo massimo rating nella lista di gennaio 1993, con 2630 punti. In seguito ha migliorato ulteriormente il suo record personale raggiungendo i 2657 punti nella lista di settembre 2019.

## Carriera calcistica e altro
Simen Agdestein ha partecipato dal 1984 al 1992 nel ruolo di attaccante a molti campionati norvegesi, principalmente con la squadra Lyn di Oslo, segnando 43 gol. Nel 1988 e 1989 ha fatto parte della nazionale di calcio norvegese, partecipando a 8 incontri internazionali e segnando un gol. Nel 1992 subì un grave infortunio ad un ginocchio, che lo costrinse a sospendere l'attività agonistica. Dopo diversi anni tornò a giocare in squadre amatoriali.
Agdestein è un personaggio eclettico: nel 2006 ha partecipato in veste di ballerino alla trasmissione televisiva Skal vi danse?, l'analogo norvegese della trasmissione italiana Ballando con le stelle, con la partner Gyda Kathrine Bloch Svela-Thorsen. Nel 2009 ha fatto parte, in un ruolo minore, del cast dell'opera di Wagner Tannhäuser, rappresentata al teatro dell'opera di Oslo.